# Louis Van De Goor
Louis Van De Goor (Bruxelles, 25 dicembre 1915 – ...) è stato un cestista belga.

## Carriera
Ha disputato due partite ai Giochi della XIV Olimpiade, segnando 11 punti. Ha inoltre disputato il Campionato europeo 1946, segnando 4 punti in 2 partite.